# Poloa
Poloa är en ort i Amerikanska Samoa (USA).   Den ligger i distriktet Västra distriktet, i den västra delen av landet, 15 km väster om huvudstaden Pago Pago. Poloa ligger 98 meter över havet och antalet invånare är 203. Den ligger på ön Tutuila Island.
Terrängen runt Poloa är huvudsakligen kuperad, men åt sydost är den platt. Havet är nära Poloa västerut.  Närmaste större samhälle är Leone, 5,7 km öster om Poloa. 
I omgivningarna runt Poloa växer i huvudsak städsegrön lövskog.